# Pärlkokaburra
Pärlkokaburra (Dacelo tyro) är en fågel i familjen kungsfiskare inom ordningen praktfåglar.

## Utseende och läte
Pärlkokaburran är en stor kungsfiskare med en mycket tjock tvåfärgad näbb. Huvudet är fläckat och undersidan ljus. Ovan syns mörk vinge med en ljusblå fläck, ljusblå övergump och mörkare blå stjärt. Arten liknar blåvingad kokaburra, men denna är större med streckat huvud och vitt på yttre stjärtpennorna. Lätet är ett rytmiskt upprepat "gok-gok!", uppblandat med en skallrande drill.

## Utbredning och systematik
Pärlkokaburra delas in i två underarter:
- D. t. archboldi – förekommer på Trans Fly-savannen på södra-centrala Nya Guinea
- D. t. tyro – förekommer på Aruöarna

## Levnadssätt
Pärlkokaburran hittas i savann och monsunskog. Där kan den ses sitta helt still under långa perioder för att plötsligt göra utfall mot insekter på marken.

## Status
Arten har ett begränsat utbredningsområde, men beståndet tros vara stabilt. IUCN kategoriserar arten som livskraftig.

## Bilder

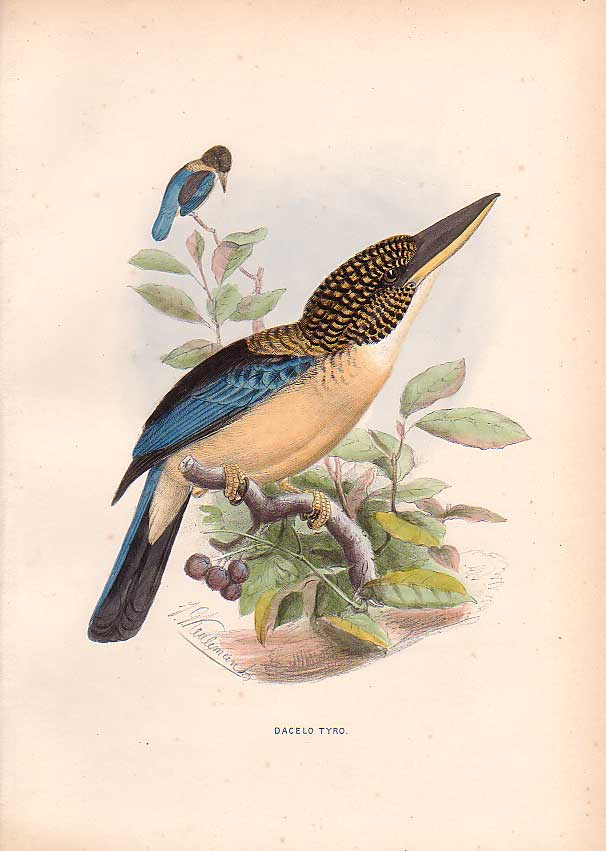
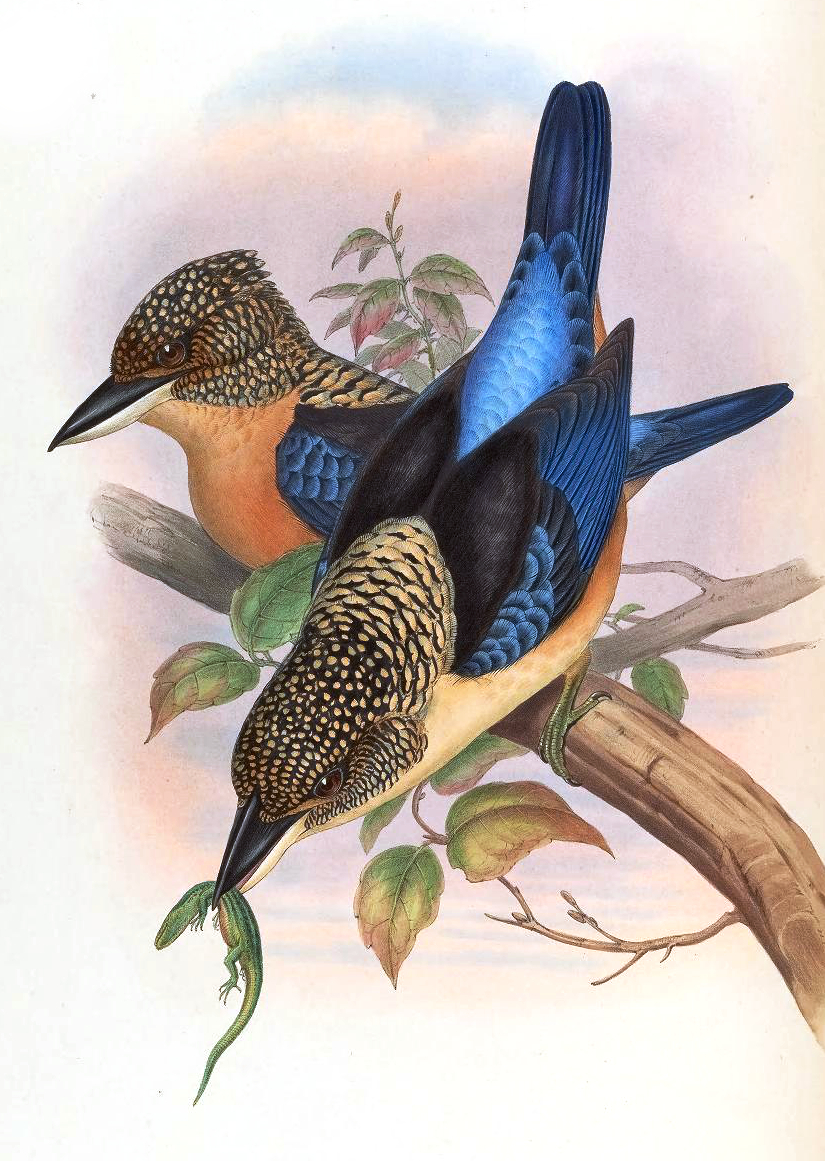
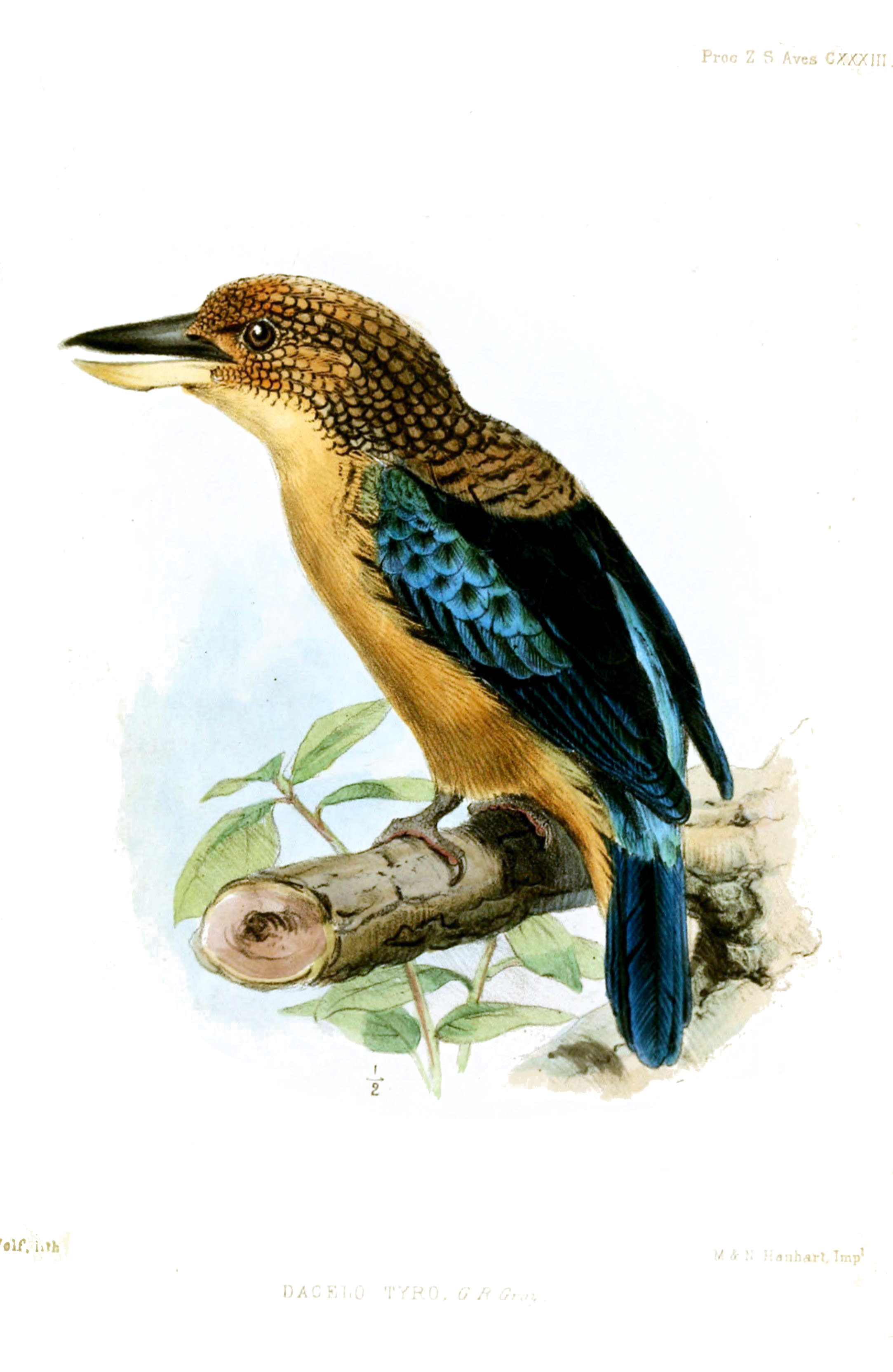